# Irene Huss - I skydd av skuggorna
Irene Huss - I skydd av skuggorna, es una película de crimen y misterio estrenada el 9 de noviembre de 2011 por DVD y 13 de abril de 2013, dirigida por Alexander Moberg. 
La película es la penúltima entrega de la serie de doce películas que forman parte de Irene Huss.
Basada en el personaje principal de las novelas de la escritora sueca Helene Tursten.

## Historia
Cuando un hombre es encontrado muerto de un disparo en la cabeza en su coche, Huss y el equipo comienzan la investigación, la cual los lleva a una banda de motoristas con conexiones importantes con el crimen y la sociedad.

## Personajes

### Personajes principales
| Actor             | Personaje         | Ocupación            |
| ----------------- | ----------------- | -------------------- |
| Angela Kovács     | DI. Irene Huss    | Detective Inspectora |
| Lars Brandeby     | Sven Andersson    | -                    |
| Dag Malmberg      | Jonny Blom        | -                    |
| Anki Lidén        | Yvonne Stridner   | -                    |
| Eric Ericson      | Fredrik Stridh    | -                    |
| Moa Gammel        | Elin Nordenskiöld | -                    |
| Reuben Sallmander | Krister Huss      | -                    |
| Mikaela Knapp     | Jenny Huss        | -                    |
| Felicia Löwerdahl | Katarina Huss     | -                    |

### Personajes secundarios
| Actor                      | Personaje           | Ocupación          |
| -------------------------- | ------------------- | ------------------ |
| Antti Reini                | Danny Mara          | -                  |
| Natacha Mutomb Dackén      | Naomi               | -                  |
| Nanna Blondell             | Maria               | -                  |
| Yngve Dahlberg             | Ola Stensson        | -                  |
| Björn Andersson            | Bertil "BP" Persson | -                  |
| Fredrik Wagner             | Willy Leman         | -                  |
| Magnus Lindberg            | Salka Brännström    | -                  |
| Georgi Staykov             | Radko Stojanov      | -                  |
| Marie Delleskog            | Kerstin Hellström   | -                  |
| Karin Bjurström            | Patricia Larsson    | -                  |
| Johan Kylén                | Roger Larsson       | -                  |
| Christoffer Aro            | -                   | Oficial de Policía |
| Peter Ekedahl              | -                   | Oficial de Policía |
| Måns Ellmark               | -                   | Oficial de Policía |
| Lovisa Håkansdotter Wallin | -                   | Oficial de Policía |
| Alexander Jönsson          | -                   | Propietario        |

## Producción
La película fue dirigida por Alexander Moberg, escrita por Jonas Cornell y Lars Bill Lundholm (en el guion) y está basado en la novela de Helene Tursten.
Fue producida por Johan Fälemark, Hillevi Råberg y Daniel Gylling, en coproducción con Lotta Dolk, Jon Petersson, Hans-Wolfgang Jurgan, Fredrik Zander y Jessica Ask, con el apoyo de los productores ejecutivos Anni Faurbye Fernandez, Peter Hiltunen y Mikael Wallen.
La música estuvo bajo el cargo de Thomas Hagby y Fredrik Lidin.
La cinematografía estuvo en manos de Erik Persson, mientras que la edición estará a cargo de Rasmus Ohlander.
La película fue estrenada el 9 de noviembre de 2011 en DVD y el 13 de abril de 2013 en Suecia. 
Filmada en Gotemburgo, Provincia de Västra Götaland, en Suecia.
Contó con la participación de las compañías de producción "Illusion Film & Television" y "Yellow Bird", en co-participación con "Kanal 5".
En el 2011 en Suecia fue distribuida por "Nordisk Film" en DVD y "Kanal 5" en televisión. Otras compañías que participaron son "Dagsljus Filmequipment" (con el equipo de cámara), "Hedeatelje" (prop makers) y "Ljudligan" (en el sonido).

### Emisión en otros países
| País      | Título                                              | Fecha de Estreno        |
| --------- | --------------------------------------------------- | ----------------------- |
| Alemania  | Irene Huss, Kripo Göteborg - Im Schutz der Schatten | 26 de diciembre de 2012 |
| Dinamarca | Irene Huss: I skjul af skyggerne                    | -                       |
| Polonia   | Inspektor Irene Huss - Pod oslona cieni             | 29 de enero de 2012     |